# Governació d'Ahmadí
La governació o muhàfadha d'Ahmadí o d'al-Ahmadí (àrab: محافظة الاحمدي, muḥāfaẓat al-Aḥmadī) és una governació o muhàfadha de Kuwait, situada a l'extrem sud-est del país.

## Territori i Població
La governació d'al-Ahmadi compta amb una superfície de 5.120 km² i amb una població de 393.540 habitants el 2005 i de 809.353 habitants el 2014. La capital és la ciutat portuària homònima d'Ahmadí (o Al-Ahmadí), fundada el 1946 gràcies al desenvolupament de la indústria del petroli. Aquí es troba la seu de la Kuwait Oil Company.
La governació esmentada en aquest article es localitza entre les següents coordenades: 29° 04′ 37″ N, 48° 05′ 2.4″ E / 29.07694°N,48.084000°E
La governació porta el nom pel xeic Ahmad Al-Jaber Al-Sabah i fou fundada el 1946. Ahmad Al-Jaber Al-Sabah en va ser governador de 1921 a 1956.
Ahmadi està dividida en diversos districtes:
- Abu Halifa
- Ahmadi District
- Daher
- Egaila
- Fahaheel
- Fintas
- Hadyia
- Jaber Al Ali
- Mahboula
- Mangaf
- Reqqa
- Wafra
- Subahiya
- Sabah Al Ahmad Sea City (Khiran)